# Coupe anglo-galloise de rugby à XV 2012-2013
Navigation
LV= Cup 2011-2012 LV= Cup 2013-2014
La coupe anglo-galloise oppose pour la saison 2012-2013 les douze équipes anglaises du Aviva Premiership et les quatre franchises galloises du Pro12. La coupe porte le nom de LV= Cup, nom de la compagnie d'assurance LV= qui sponsorise l'épreuve. La compétition débute le 9 novembre 2012 par une phase de poules pour s'achever par une finale disputée le 17 mars 2013. Le déroulement de la première phase est identique à l'édition précédente. Les affrontements ne se font pas au sein d'un même groupe mais de manière inter-groupe. Par exemple, chaque équipe de la poule 1 affronte une fois toutes les équipes de la poule 4 soit 4 équipes. Les équipes arrivées premières de chaque poule sont qualifiées pour la phase de play-off avec des demi-finales et une finale pour l'attribution du titre.
La compétition est remportée par les Harlequins qui disposent des Sale Sharks en finale sur le score de 32 à 14.

## Liste des équipes en compétition
La compétition oppose pour la saison 2012-2013 les douze équipes anglaises de la Guinness Premiership et les quatre franchises galloise du Pro12 :
| - Bath Rugby - Cardiff Blues - Dragons - Exeter Chiefs | - Gloucester - Harlequins - Llanelli Scarlets - Leicester Tigers | - London Irish - London Wasps - London Welsh - Ospreys | - Northampton Saints - Sale Sharks - Saracens - Worcester Warriors |

## Phase de poule

### Détail des matchs

#### 1rejournée
| 9 novembre  | Cardiff Arms Park     | Cardiff Blues      | 22 – 17 | London Wasps      |
| 9 novembre  | Liberty Stadium       | Ospreys            | 33 – 27 | Gloucester        |
| 9 novembre  | Vicarage Road         | Saracens           | 38 – 21 | Leicester Tigers  |
| 10 novembre | Franklin's Gardens    | Northampton Saints | 30 – 31 | Harlequins        |
| 10 novembre | The Recreation Ground | Bath Rugby         | 36 – 15 | Dragons           |
| 10 novembre | Sixways Stadium       | Worcester Warriors | 34 – 18 | Llanelli Scarlets |
| 11 novembre | Madejski Stadium      | London Irish       | 32 – 28 | Sale Sharks       |
| 11 novembre | Kassam Stadium        | London Welsh       | 15 – 42 | Exeter Chiefs     |

#### 2ejournée
| 16 novembre | The Stoop            | Harlequins        | 21 – 12 | Bath Rugby         |
| 16 novembre | Salford City Stadium | Sale Sharks       | 25 – 23 | Saracens           |
| 17 novembre | Sandy Park           | Exeter Chiefs     | 23 – 13 | Ospreys            |
| 17 novembre | Kingsholm Stadium    | Gloucester        | 46 – 20 | London Welsh       |
| 17 novembre | Parc y Scarlets      | Llanelli Scarlets | 22 – 16 | Cardiff Blues      |
| 18 novembre | Welford Road Stadium | Leicester Tigers  | 22 – 15 | London Irish       |
| 18 novembre | Adams Park           | London Wasps      | 28 – 19 | Worcester Warriors |
| 18 novembre | Rodney Parade        | Dragons           | 20 – 30 | Northampton Saints |

#### 3ejournée
| 26 janvier | The Recreation Ground | Bath Rugby         | 16 – 6  | Exeter Chiefs      |
| 26 janvier | The Stoop             | Harlequins         | 23 – 6  | London Welsh       |
| 26 janvier | Welford Road Stadium  | Leicester Tigers   | 34 – 8  | London Wasps       |
| 26 janvier | Rodney Parade         | Dragons            | 18 – 14 | Ospreys            |
| 26 janvier | Franklin's Gardens    | Northampton Saints | 26 – 7  | Gloucester         |
| 26 janvier | Salford City Stadium  | Sale Sharks        | 36 – 17 | Llanelli Scarlets  |
| 27 janvier | Vicarage Road         | Saracens           | 19 – 11 | Cardiff Blues      |
| 27 janvier | Madejski Stadium      | London Irish       | 46 – 24 | Worcester Warriors |

#### 4ejournée
| 1er février | Cardiff Arms Park | Cardiff Blues      | 10 – 6  | London Irish       |
| 2 février   | Sandy Park        | Exeter Chiefs      | 28 – 19 | Northampton Saints |
| 2 février   | Kingsholm Stadium | Gloucester         | 5 – 32  | Bath Rugby         |
| 2 février   | Adams Park        | London Wasps       | 30 – 33 | Sale Sharks        |
| 2 février   | Sixways Stadium   | Worcester Warriors | 12 – 22 | Saracens           |
| 3 février   | Kassam Stadium    | London Welsh       | 14 – 42 | Dragons            |
| 3 février   | Liberty Stadium   | Ospreys            | 12 – 16 | Harlequins         |
| 3 février   | Parc y Scarlets   | Llanelli Scarlets  | 40 – 19 | Leicester Tigers   |

### Classement des poules
| Rang | Équipe                | J | V | N | D | Em | Ee | Bo | Bd | Pm | Pe  | Diff | Pts |
| ---- | --------------------- | - | - | - | - | -- | -- | -- | -- | -- | --- | ---- | --- |
| 1    | Harlequins            | 4 | 4 | 0 | 0 | 7  | 2  | 1  | 0  | 91 | 60  | +31  | 17  |
| 2    | Exeter Chiefs         | 4 | 3 | 0 | 1 | 11 | 6  | 1  | 0  | 99 | 63  | +36  | 13  |
| 3    | Newport Gwent Dragons | 4 | 2 | 0 | 2 | 8  | 7  | 0  | 0  | 95 | 91  | +4   | 8   |
| 4    | Gloucester RFC        | 4 | 1 | 0 | 3 | 11 | 11 | 1  | 1  | 85 | 111 | -26  | 6   |

| Rang | Équipe               | J | V | N | D | Em | Ee | Bo | Bd | Pm  | Pe  | Diff | Pts |
| ---- | -------------------- | - | - | - | - | -- | -- | -- | -- | --- | --- | ---- | --- |
| 1    | Sale Sharks          | 4 | 3 | 0 | 1 | 15 | 11 | 2  | 1  | 122 | 104 | +18  | 15  |
| 2    | Leicester Tigers (T) | 4 | 2 | 0 | 2 | 12 | 10 | 1  | 0  | 96  | 101 | -5   | 9   |
| 3    | Cardiff Blues        | 4 | 2 | 0 | 2 | 6  | 3  | 0  | 1  | 59  | 64  | -5   | 9   |
| 4    | Worcester Warriors   | 4 | 1 | 0 | 3 | 12 | 12 | 1  | 0  | 89  | 114 | -25  | 5   |

| Rang | Équipe            | J | V | N | D | Em | Ee | Bo | Bd | Pm  | Pe  | Diff | Pts |
| ---- | ----------------- | - | - | - | - | -- | -- | -- | -- | --- | --- | ---- | --- |
| 1    | Saracens          | 4 | 3 | 0 | 1 | 8  | 9  | 1  | 1  | 102 | 69  | +33  | 14  |
| 2    | London Irish      | 4 | 2 | 0 | 2 | 12 | 8  | 2  | 2  | 101 | 84  | +17  | 12  |
| 3    | Llanelli Scarlets | 4 | 2 | 0 | 2 | 8  | 12 | 0  | 0  | 97  | 105 | -8   | 8   |
| 4    | Wasps RFC         | 4 | 1 | 0 | 3 | 8  | 16 | 0  | 2  | 83  | 108 | -25  | 6   |

| Rang | Équipe             | J | V | N | D | Em | Ee | Bo | Bd | Pm  | Pe  | Diff | Pts |
| ---- | ------------------ | - | - | - | - | -- | -- | -- | -- | --- | --- | ---- | --- |
| 1    | Bath Rugby         | 4 | 3 | 0 | 1 | 10 | 3  | 1  | 0  | 96  | 47  | +49  | 13  |
| 2    | Northampton Saints | 4 | 2 | 0 | 2 | 9  | 11 | 0  | 1  | 105 | 86  | +19  | 9   |
| 3    | Ospreys            | 4 | 1 | 0 | 3 | 4  | 6  | 0  | 2  | 72  | 84  | -12  | 6   |
| 4    | London Welsh       | 4 | 0 | 0 | 4 | 3  | 17 | 0  | 0  | 55  | 153 | -98  | 0   |

|  | Qualifiés pour la phase finale (no 1 de chaque poule). |
|  | T : Tenant du titre 2012                               |

Attribution des points : victoire sur tapis vert : 5, victoire : 4, match nul : 2, défaite : 0, forfait : -2 ; plus les bonus (offensif : au moins 4 essais marqués ; défensif : défaite par 7 points d'écart ou moins).
Règles de classement : ?

## Phase finale

### Tableau
Les premiers de chaque groupe sont qualifiées pour la phase finale.
|  | Demi-finales                                    | Demi-finales                        |            |    | Finale                                        | Finale                                        |
|  | Demi-finales                                    | Demi-finales                        |            |    | Finale                                        | Finale                                        |
|  |                                                 |                                     |            |    |                                               |                                               |
|  | le 9 mars 2013 au Stoop, Twickenham             | le 9 mars 2013 au Stoop, Twickenham |            |    | le 17 mars 2013 au Sixways Stadium, Worcester | le 17 mars 2013 au Sixways Stadium, Worcester |
|  | le 9 mars 2013 au Stoop, Twickenham             | le 9 mars 2013 au Stoop, Twickenham |            |    | le 17 mars 2013 au Sixways Stadium, Worcester | le 17 mars 2013 au Sixways Stadium, Worcester |
|  | Harlequins                                      | 31                                  |            |    | le 17 mars 2013 au Sixways Stadium, Worcester | le 17 mars 2013 au Sixways Stadium, Worcester |
|  | Harlequins                                      | 31                                  |            |    | le 17 mars 2013 au Sixways Stadium, Worcester | le 17 mars 2013 au Sixways Stadium, Worcester |
|  | Bath Rugby                                      | 23                                  |            |    | le 17 mars 2013 au Sixways Stadium, Worcester | le 17 mars 2013 au Sixways Stadium, Worcester |
|  | Bath Rugby                                      | 23                                  | Harlequins | 32 |                                               |                                               |
|  | le 10 mars 2013 au Salford City Stadium, Eccles |                                     | Harlequins | 32 |                                               |                                               |
|  |                                                 | Sale Sharks                         | 14         |    |                                               |                                               |
|  | Sale Sharks                                     | Sale Sharks                         | 14         | 21 |                                               |                                               |
|  | Sale Sharks                                     |                                     |            | 21 |                                               |                                               |
|  | Saracens                                        | 15                                  |            |    |                                               |                                               |
|  | Saracens                                        | 15                                  |            |    |                                               |                                               |

### Demi-finales
| 9 mars 2013 12 h 15 WET | Harlequins | 31 – 23 (21 – 10) | Bath Rugby | The Stoop, Twickenham 6 523 spectateurs Arbitre : Leighton Hodges |
| 9 mars 2013 12 h 15 WET | Essai(s) : Guest (7e), Williams 2 (19e, 52e), Dickson (35e) Transformation(s) : Botica 4 (8e, 20e, 36e, 53e) Pénalité(s) : Botica (66e) Carton(s) jaune(s) : Smith (56e) |                   | Essai(s) : Louw (25e), Abendanon (57e) Transformation(s) : Heathcote 2 (26e, 58e) Pénalité(s) : Heathcote 3 (38e, 41e, 62e) Drop(s) : Catt (65e) | The Stoop, Twickenham 6 523 spectateurs Arbitre : Leighton Hodges |
| 9 mars 2013 12 h 15 WET | |                   | | The Stoop, Twickenham 6 523 spectateurs Arbitre : Leighton Hodges |

| 10 mars 2013 13 h 00 WET | Sale Sharks | 21 – 15 (11 – 12) | Saracens                                        | Salford City Stadium, Eccles 3 129 spectateurs Arbitre : John Doyle |
| 10 mars 2013 13 h 00 WET | Essai(s) : Holmes (36e), Fowles (66e) Transformation(s) : Cipriani (67e) Pénalité(s) : Cipriani 3 (3e, 16e, 77e) |                   | Pénalité(s) : Spencer 5 (4e, 7e, 13e, 23e, 62e) | Salford City Stadium, Eccles 3 129 spectateurs Arbitre : John Doyle |
| 10 mars 2013 13 h 00 WET | |                   |                                                 | Salford City Stadium, Eccles 3 129 spectateurs Arbitre : John Doyle |

### Finale
| 17 mars 2013 15 h 00 WET | Harlequins | 32 – 14 (18 – 6) | Sale Sharks                                                      | Sixways Stadium, Worcester 8 287 spectateurs Arbitre : Greg Garner |
| 17 mars 2013 15 h 00 WET | Essai(s) : Williams (9e), Guest (26e), Casson (44e), Wallace (53e) Transformation(s) : Botica 3 (27e, 45e, 54e) Pénalité(s) : Botica 2 (4e, 33e) |                  | Essai(s) : Leota (56e), Pénalité(s) : Cipriani 3 (15e, 30e, 42e) | Sixways Stadium, Worcester 8 287 spectateurs Arbitre : Greg Garner |
| 17 mars 2013 15 h 00 WET | |                  |                                                                  | Sixways Stadium, Worcester 8 287 spectateurs Arbitre : Greg Garner |